# بخوانید و پایکوبی کنید
بخوانید و پایکوبی کنید (انگلیسی: Sing and Dance with Frank Sinatra) آلبومی با صدای فرانک سیناترا است که در سال ۱۹۵۰ منتشر شد.